# Brytany
Brytany – dawny zaścianek. Tereny na których leżał znajdują się obecnie na Białorusi, w obwodzie witebskim, w rejonie dokszyckim, w sielsowiecie Dokszyce.

## Historia
W czasach zaborów w powiecie wilejskim w guberni wileńskiej Imperium Rosyjskiego.
W dwudziestoleciu międzywojennym wieś, późniejszy zaścianek leżał w Polsce, w województwie wileńskim, w powiecie duniłowickim, od 1926 w powiecie dziśnieńskim, w gminie Porpliszcze, a następnie w gminie Parafianów.
Według Powszechnego Spisu Ludności z 1921 roku zamieszkiwało tu 28 osób, wszystkie były wyznania rzymskokatolickiego. Jednocześnie 14 mieszkańców zadeklarowało polską a 14 białoruską przynależność narodową. Było tu 5 budynków mieszkalnych. W 1931 w 6 domach zamieszkiwało 30 osób.
Wierni należeli do parafii rzymskokatolickiej w Parafianowie. Miejscowość podlegała pod Sąd Grodzki w Dokszycach i Okręgowy w Wilnie; właściwy urząd pocztowy mieścił się w Parafianowie.